# Azande

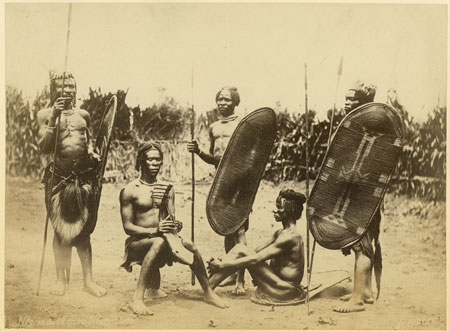
Azande met schilden, 1877-1880

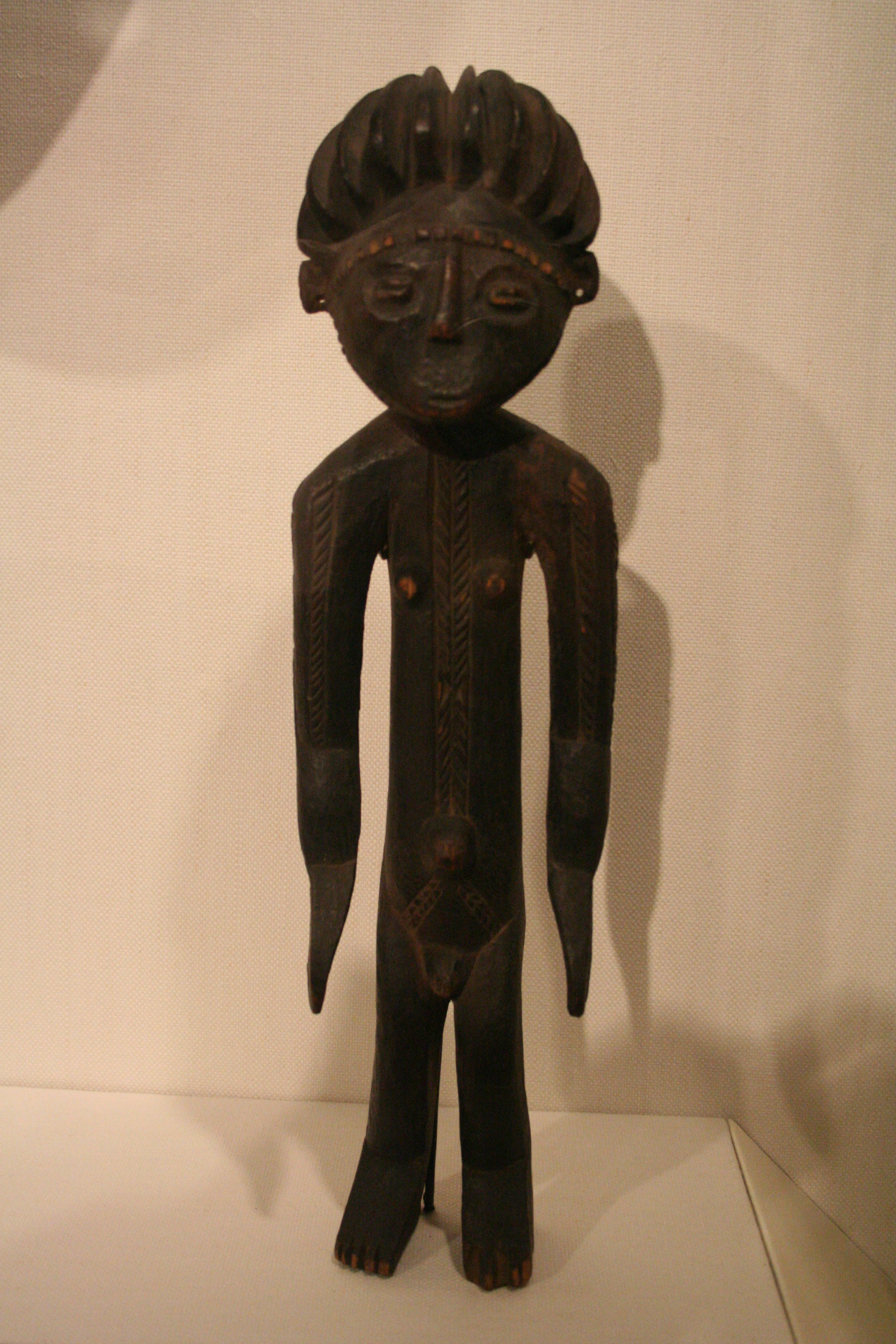
Zande beeld van man (Brooklyn Museum)

De Azande (enkelvoud: Zande, ook Zandeh, A-Zandeh of Sandeh) of historisch Niam Niam (nu beschouwd als pejoratief) is een stam in het noorden van Centraal-Afrika. Hun aantal wordt door verschillende bronnen geschat op tussen de 1 en 4 miljoen. De naam Azande betekent 'het volk dat veel land bezit' en verwijst naar hun verleden als machtige veroveraars. De naam Niam Niam werd vaak gebruikt door Europese kolonialen in de 19e en begin 20e eeuw, heeft haar oorsprong waarschijnlijk bij de Dinka en betekent 'grote eters' (en was ook een onomatopee), wat zou verwijzen naar kannibalisme onder hen. De naam Azande werd voor de komst van de Europeanen reeds door andere Soedanese volken gebruikt en werd later overgenomen.
Het grootste deel van de Azande leeft in het noordoostelijke deel van Congo-Kinshasa, het westen van Zuid-Soedan en het zuidoosten van de Centraal-Afrikaanse Republiek. De Congolese Azande leven in de voormalige provincie Orientale (met name langs de rivier de Uele) en de Centraal-Afrikaanse Azande wonen rond de steden Obo, Rafaï en Zémio. De Azande spreken de Adamawa-Ubangitaal Zande (eigenbenaming: Pazande), ook Azande, Badjange, Kizande, Sande of Zandi genoemd.
De Azande zijn vooral kleine boeren, die vooral maïs, rijst, pinda's, sesam, cassave en zoete aardappel verbouwen. Ook telen ze mango, mandarijn, banaan, ananas en rietsuiker. Er bevinden zich ook veel oliepalmen in hun gebied. Een groot deel van de gronden van de Azande zijn in de loop der jaren sterk geërodeerd.
De Azande zijn van origine animisten, maar dit geloof is nu grotendeels vervangen door het christendom.